# Louis de Verjus
Pour les articles homonymes, voir Verjus (homonymie).
Louis (de) Verjus, comte de Crécy, né à Paris en 1629 et mort le 13 décembre 1709, est un homme politique et diplomate français.
Il est le fils du bailli de Joigny et de  Barbe Champrenault. Il est le frère du jésuite Antoine Verjus (1632-1706) et de François Verjus évêque de Grasse.
Conseiller d’État, il est élu membre de l'Académie française en 1679. Deuxième plénipotentiaire de Louis XIV au congrès de Ryswick, et auparavant à la Diète de Ratisbonne en 1695 grâce à sa grande connaissance des cours germaniques, il est l'un des signataires du traité définitif, le 30 octobre 1697.
Saint-Simon a dit de lui :

« [...] c'était un homme sage, mesuré, et qui, sous un extérieur et des manières peu agréables, et qui sentaient bien plus l'étranger, le nouveau débarqué que le Français à force d'avoir séjourné dehors, et un langage de même, cachait une adresse et une finesse peu communes, une prompte connaissance, par le discernement, des gens avec qui il avait à traiter et de leur but ; et qui à force de n'entendre que ce qu'il voulait bien entendre, de patience et de suite infatigable, et de fécondité à présenter sous toutes sortes de faces différentes les mêmes choses qui avaient été rebutées, arrivait souvent à son but. »

Lors du décès du comte de Crécy, Saint-Simon ajoute :

« C'était un petit homme accort, doux, poli, respectueux, adroit, qui avait passé sa vie dans les emplois étrangers, et qui en avait pris toutes les manières, jusqu'au langage très longtemps à Ratisbonne, puis dans plusieurs petites cours d'Allemagne […]. Il avait beaucoup d'insinuation, l'art de redire cent fois la même chose, toujours en différentes façons, et une patience qui, à force de ne se rebuter point, réussissait très souvent. Personne ne savait plus à fond que lui les usages, les lois et le droit de l'empire et de l'Allemagne, et fort bien l'histoire ; il était estimé et considéré dans les pays étrangers, et y avait fort bien servi. Il était fort vieux, et homme de très peu. »

Il épouse Marie-Marguerite de Ratabon (1652 - ?), fille d'Antoine de Ratabon et de Marie Sanguin. Ils possèdent le château du Chesnay. Leur fils, Louis-Alexandre Verjus, marquis de Crécy (1676-1763), est colonel au régiment de Boulonnois (1703), brigadier d'armée (1710), gouverneur de Toul, et maréchal-de-camp en 1719.

## Iconographie
- Un portrait en buste a été gravé par Antoine Masson (1636-1700) d'après un portrait réalisé vers 1695, lorsque le comte était plénipotentiaire dans les pays germaniques.
- Hyacinthe Rigaud a également réalisé, avec l'aide d'Adrien Prieur[4], une effigie de l'ambassadeur en 1700 contre 450 livres, ce qui sous-entend une œuvre assez vaste, car les livres de comptes mentionnent ce portrait comme « habillement répété », c'est-à-dire copié sur un modèle antécédent[5].